# (4266) Waltari
(4266) Waltari (1940 YE) – planetoida z grupy pasa głównego asteroid okrążająca Słońce w ciągu 5,65 lat w średniej odległości 3,17 j.a. Odkryta 28 grudnia 1940 roku.